# Río Chalaronne
El río Chalaronne es un río de Francia, un afluente por la izquierda del río Saona. Su longitud es de unos 54 km, su pendiente media es del 2 por mil y drena una pequeña cuenca de 333 km².

## Geografía
El río Chalaronne nace a 290 m en los estanques del Grand Glereins, cerca de La Peyrouse, en la región de Dombes, en el departamento de Ain, en un territorio caracterizado por la presencia de numerosos lagos. Se cuentan 397 de ellos que alimentan al Chalaronne, y cuya influencia sobre la hidrología del río es muy importante, particularmente durante el invierno. Desemboca en el Saona cerca de Thoissey, a 170 m s. n. m.
Recorre el departamento de Ain, en el que se incluye toda su cuenca. Su territorio no tiene grades ciudades, destacando Villars-les-Dombes y Châtillon-sur-Chalaronne. Su curso se desarrolla en las Dombes y el vale del Saona. El territorio, rico en zonas pantanosas, se consideraba tradicionalmente insalubre, por lo que fue drenado y canalizado. De resultas de ello se crearon los lagos actuales, que en el presente soportan una actividad de piscicultura intensiva, que actualmente ya no es tanto una fuente de ingresos como un signo distintivo de la cultura local. Los territorios del Chalaronne se caracterizan por una agricultura de policultivo que, en 2000, ocupaba el 61% de la superficie. La industria es poco importante, por lo que las principales fuentes de contaminación son la agricultura y la ganadería, sin que hasta el momento se hayan detectado fuentes de contaminación procedentes de la piscicultura.
El uso recreativo del río se centra en la pesca y la caza.